# Oh Seung-Lip
Oh Seung-Lip, född den 6 oktober 1946, är en sydkoreansk judoutövare.
Han tog OS-silver i herrarnas mellanvikt i samband med de olympiska judotävlingarna 1972 i München.